# Maarten Struijs

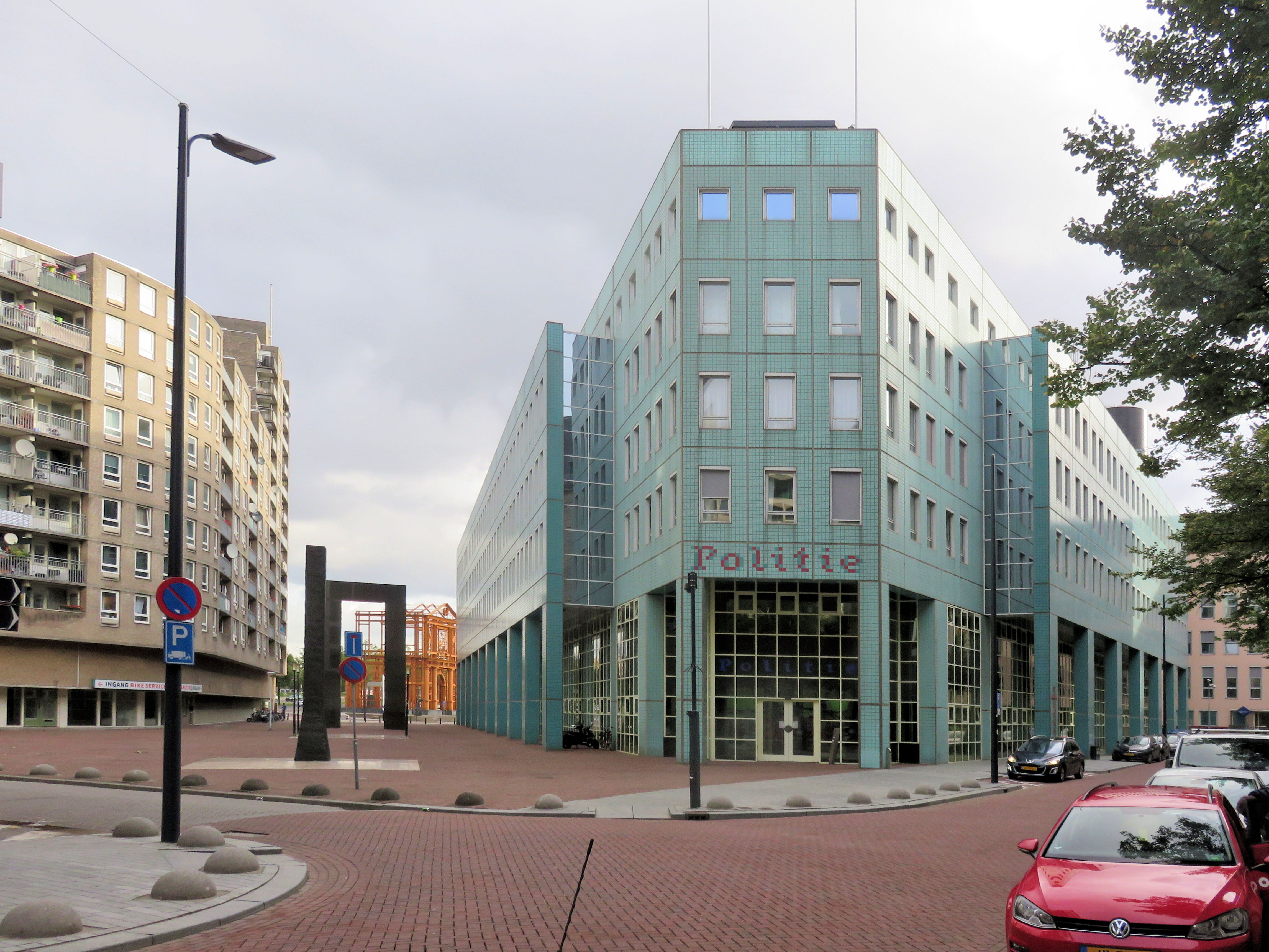
Hoofdbureau van politie, Haagseveer, Rotterdam

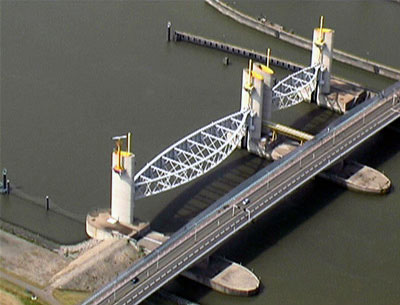
Hartelkering

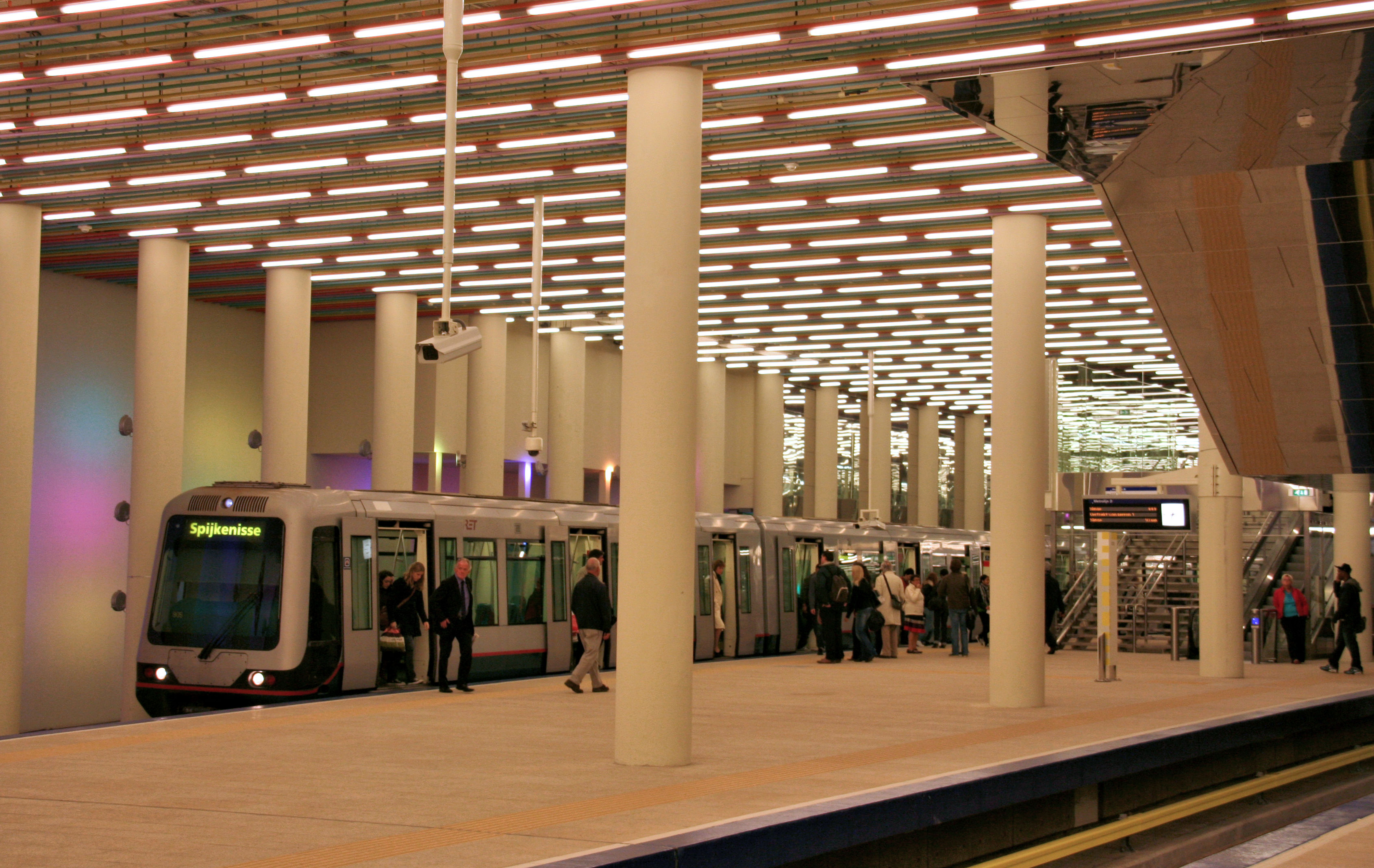
Metrostation Rotterdam Centraal

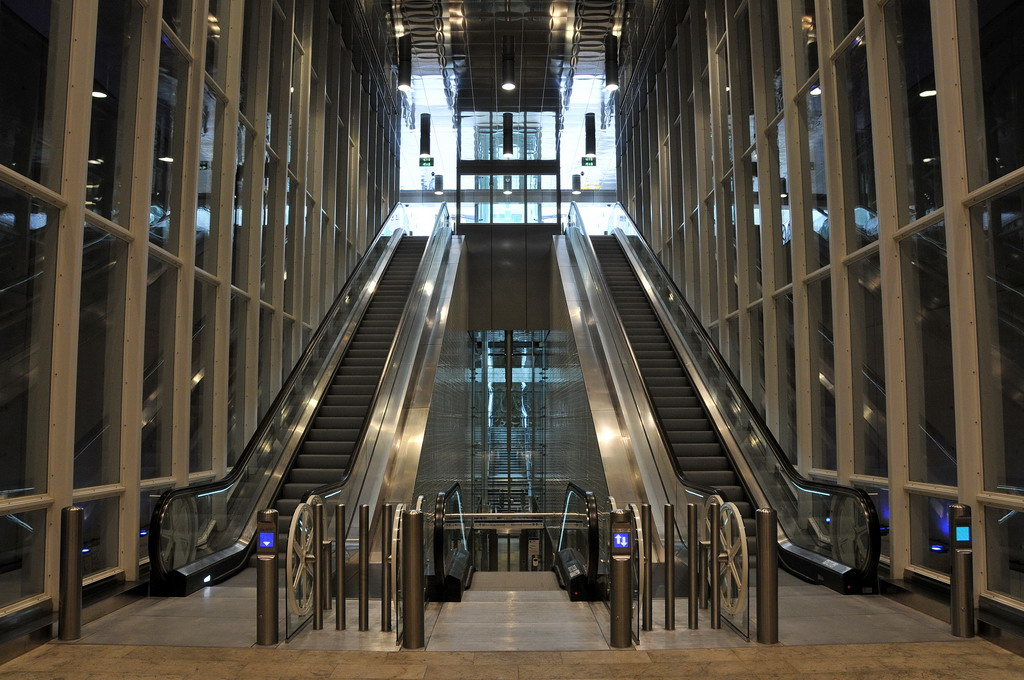
Metrostation Blijdorp

Maarten Struijs (Vlaardingen, 1946) is een Nederlands architect. Hij was 25 jaar architect bij Gemeentewerken Rotterdam.

## Leven en werk
Struijs was vanaf 1966 als (aankomend) tekenaar in dienst bij achtereenvolgens een Leidse aannemer, architectenbureau Kraaijvanger en Shell Pernis. In 1970 haalde hij zijn diploma bouwkunde aan de avond-hts in Rotterdam. Hij werd meewerkend architect bij architectenbureau Hammel, Witstok en Zwarts (1971-1973) en was vervolgens zelfstandig architect (1973-1979) bij het architectencollectief Studio Acht, met onder anderen Nico Witstok, Ben Hoek, Ronald Vermaas en Nico Zwarts. In 1977 studeerde hij af aan de Rotterdamse Academie voor Bouwkunst. In de periode bij Studio Acht ontwierp hij onder ander 76 woningen in Bolnes en een kantoorgebouw in Nieuwerkerk aan den IJssel. Hij was een paar jaar meewerkend architect bij het architectenbureau Van Wijk en Gelderblom in Soest (1979-1981).

### Gemeentewerken Rotterdam
In 1981 kwam Struijs als senior-architect in dienst bij het architectenbureau van de dienst Gemeentewerken Rotterdam. Zijn eerste ontwerpen waren een lagere school met halfronde gevel in IJsselmonde en de renovatie en uitbreiding van het hoofdbureau van politie aan het Haagseveer in Rotterdam.
Struijs wil als architect ruimte creëren waar mensen zelf bepalen wat ze daarmee doen, bij zijn afstuderen noemde hij dat het scheppen van 'onder-orde'. In 1983 vertelde Struijs in het Het Vrije Volk daarover: "In feite wil ik een architectuur die abstract is. Ik geef aan de ruimte uitdrukking, maar de mensen mogen niet het idee hebben dat in die ruimte dit of dat moet. Ze mogen het zelf invullen. Ik vind het uit den boze dat bij huizenbouw wordt bepaald wat de woonkamer, wat de slaapkamer, wat de werkkamer moet zijn. Dat levert een dilemma in de architectuur op, want je krijgt altijd opdracht een gebouw te ontwerpen voor een bepaald gebruik. Helaas mogen we geen gebouwen neerzetten voor we-zien-nog-wel."
In zijn tijd bij de gemeentewerken ontwierp hij diverse bruggen, waaronder de Vriendenbrug, Piekbrug en een eerste ontwerp voor de latere Erasmusbrug (1987, niet uitgevoerd), metrostations, waaronder Meijersplein, Tussenwater en het Centraal Station, politiebureaus, scholen en verpleeghuizen. Hij won de Betonprijs voor het betonnen windscherm langs het Calandkanaal (1985). Zijn ontwerp van het rookgasreinigingsgebouw van de Roteb werd bekroond met onder andere de Nationale Staalprijs (1994), de Océ/BNA-prijs voor industriële architectuur (1994), de Hyler International Award 1994 en de European Award for steelstructures (1995). Ter gelegenheid van zijn zilveren jubileum bij Gemeentewerken werd door architectuurhistorici Wijnand Galema en Annet Tijhuis een boek samengesteld, waarin een overzicht van zijn werk wordt gegeven. Struijs nam in 2006 officieel afscheid als architect bij de gemeente, maar bleef langer betrokken om door hem ontworpen projecten voor de omgeving van Rotterdam Centraal en RandstadRail te begeleiden.
In 2011 ontving Struijs de Rotterdam Architectuur Prijs voor het RandstadRail-station Blijdorp.

### Nevenwerkzaamheden
Naast zijn werk als architect was Struijs als docent verbonden aan de Academie van Bouwkunst in Rotterdam (waar hij ook coördinator architectuur en staflid werd), de Academie van Beeldende Kunsten en Technische Wetenschappen en aan de opleiding bouwkunde van de Hogeschool Rotterdam. Hij was daarnaast onder meer lid van welstandscommissies in Nijmegen en Spijkenisse, van het Qualityteam HSL Zuid en van de Expertgroep Zuidas Amsterdam.

## Enkele werken
Selectie van uitgevoerde ontwerpen:.
- 1973-1978 76 woningen aan de Slingehof in Bolnes, Ridderkerk
- 1981-1984 lagere school (later basisschool De Rode wiekel) in IJsselmonde
- 1981-1993 renovatie en uitbreiding hoofdbureau van de Regionale Eenheid Rotterdam aan het Haagseveer, Rotterdam
- 1982 Vriendenbrug, brug en kademuur op het Hofdijkterrein, Rotterdam
- 1983-1985 windscherm bij de Calandbrug in de Europoort, in samenwerking met Frans de Wit[9]
- 1984-1987 buurthuis Tuinenhove, IJsselmonde
- 1984-1988 politiebureau Beverwaard, Beverwaardseweg, IJsselmonde
- 1984-1990 verpleeghuis De Vijf Havens, Prins Alexander, Rotterdam
- 1985-1991 verpleeghuis Smeetsland, IJsselmonde
- 1986 Piekbrug over de Persoonshaven in het stadsdeel Feijenoord, Rotterdam
- 1987 architectonisch decor bij monument De Vallende Ruiter van Marino Marini, Mijnsherenlaan, Rotterdam
- 1988-1991 basisschool De Piramide, Slaghekstraat, Feijenoord
- 1991-1992 bovenbouw van de Zijlpoortsbrug, Leiden
- 1991-1993 Rookgasreinigingsgebouw van de Roteb in Charlois
- 1992-1996 Hartelkering in het Hartelkanaal bij Spijkenisse, inclusief bedieningsgebouw, bedieningsbrug en windscherm op de Hartelbrug
- 1993-1995 Haagsche Schouwbrug over de Oude Rijn in Leiden
- 1993-1996 districtsbureau Noordhoek, regiopolitie Rotterdam-Rijnmond
- 1994-2002 diverse projecten rond Beneluxlijn, waaronder viaducten en metrostation Tussenwater
- 1994-2002 Staartspoor De Akkers (walvisstaarten) bij metrostation De Akkers in Spijkenisse.[10]
- 1996-1998 Mastenbroekerbrug, Zwolle
- 1996 klokkentoren bij de Sint Josephkerk in Nieuwerkerk aan den IJssel
- 1997 brugwachtershuisje, Zwolle
- 1998-1999 Indiëmonument, begraafplaats Crooswijk, Rotterdam
- 2003-2008 Hogeweidebrug over het Amsterdam-Rijnkanaal tussen Utrecht en Leidsche Rijn
- 2006-2009 metrostation Rotterdam Centraal[11]
- 2006-2010 Weenatunnel, Rotterdam
- 2010 metrostation Blijdorp, Rotterdam
- 2011 metrostation Meijersplein, Rotterdam[12]

## Foto's

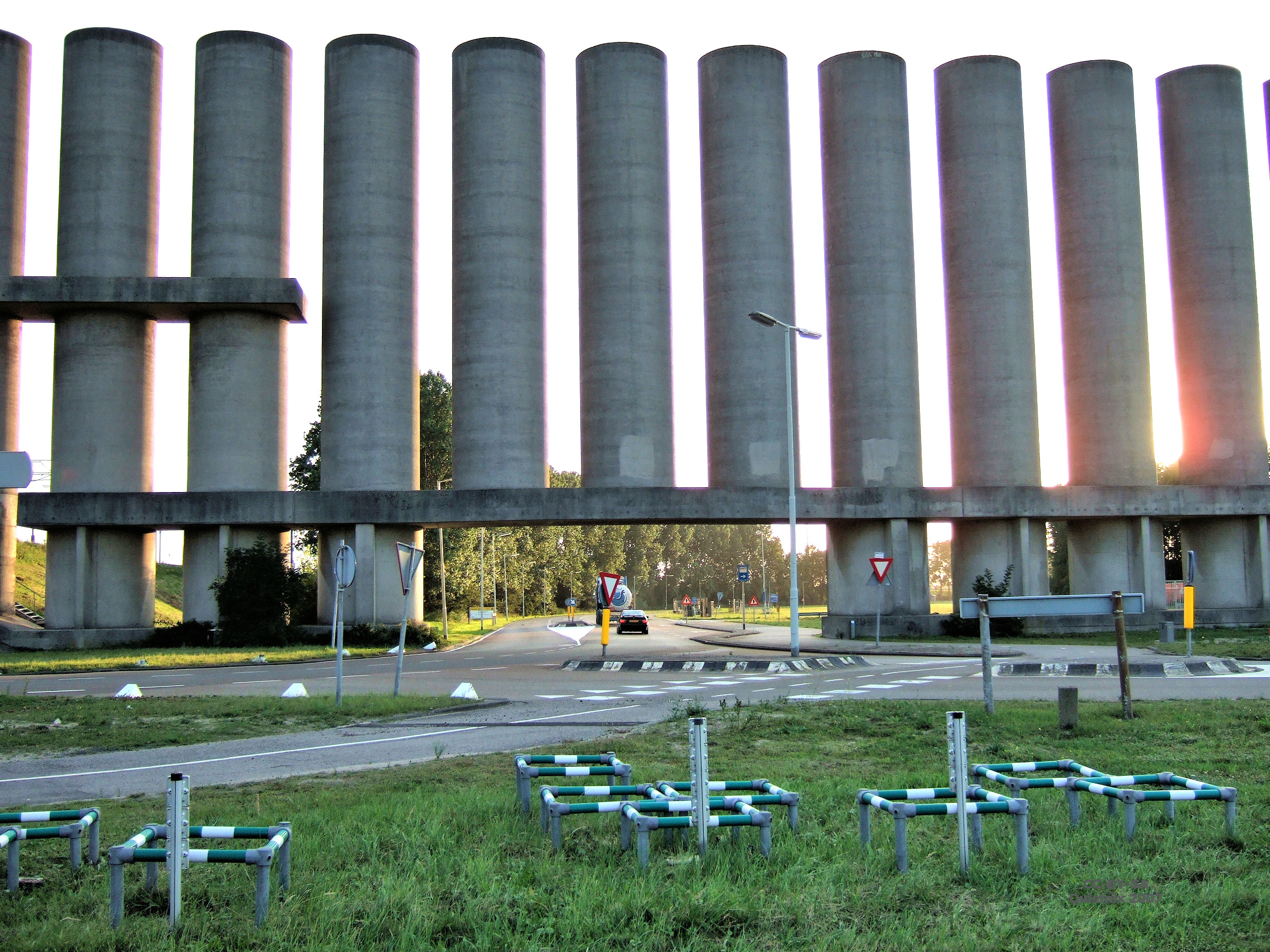
Deel windscherm bij de Calandbrug
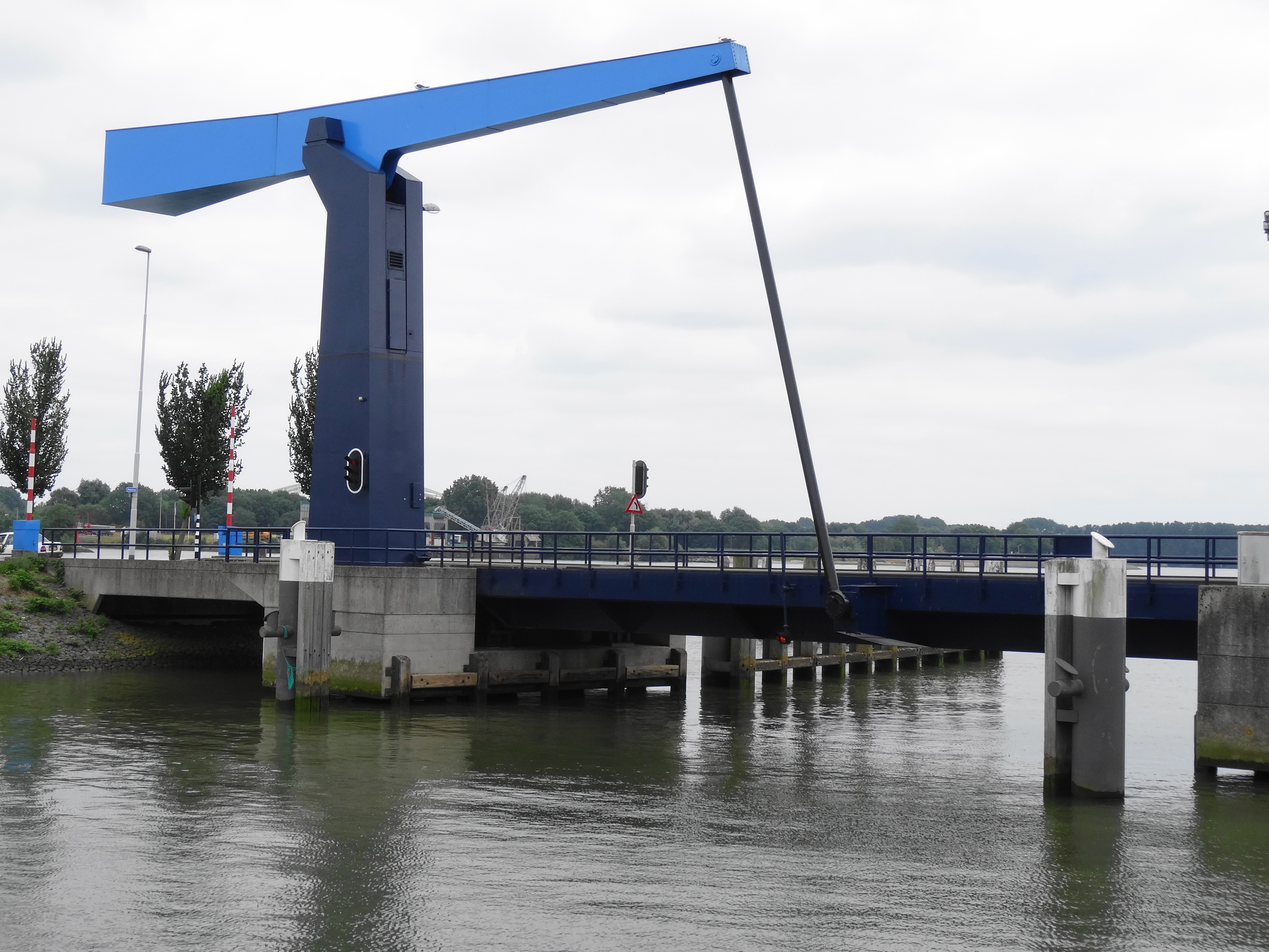
Piekbrug
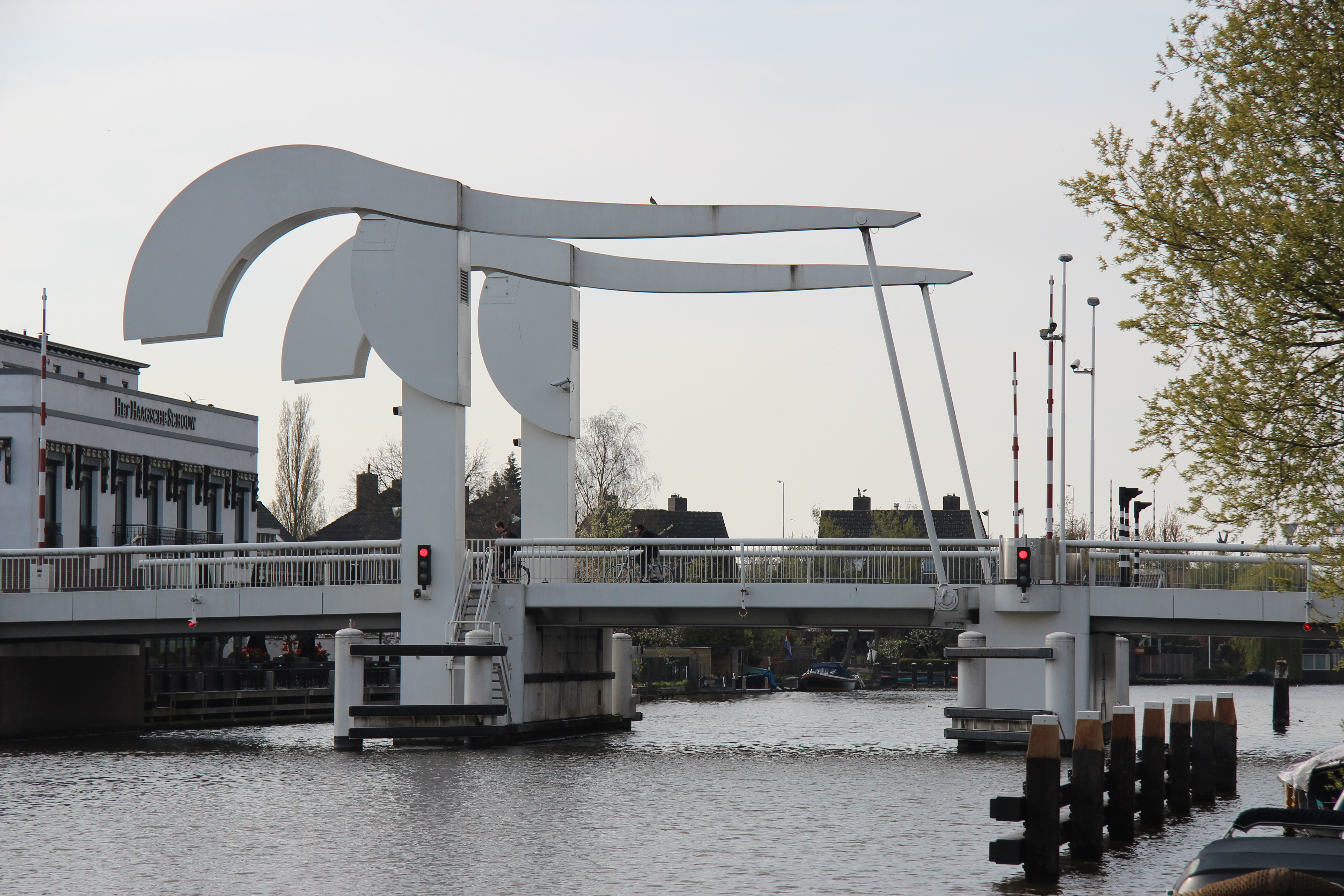
Haagsche Schouwbrug
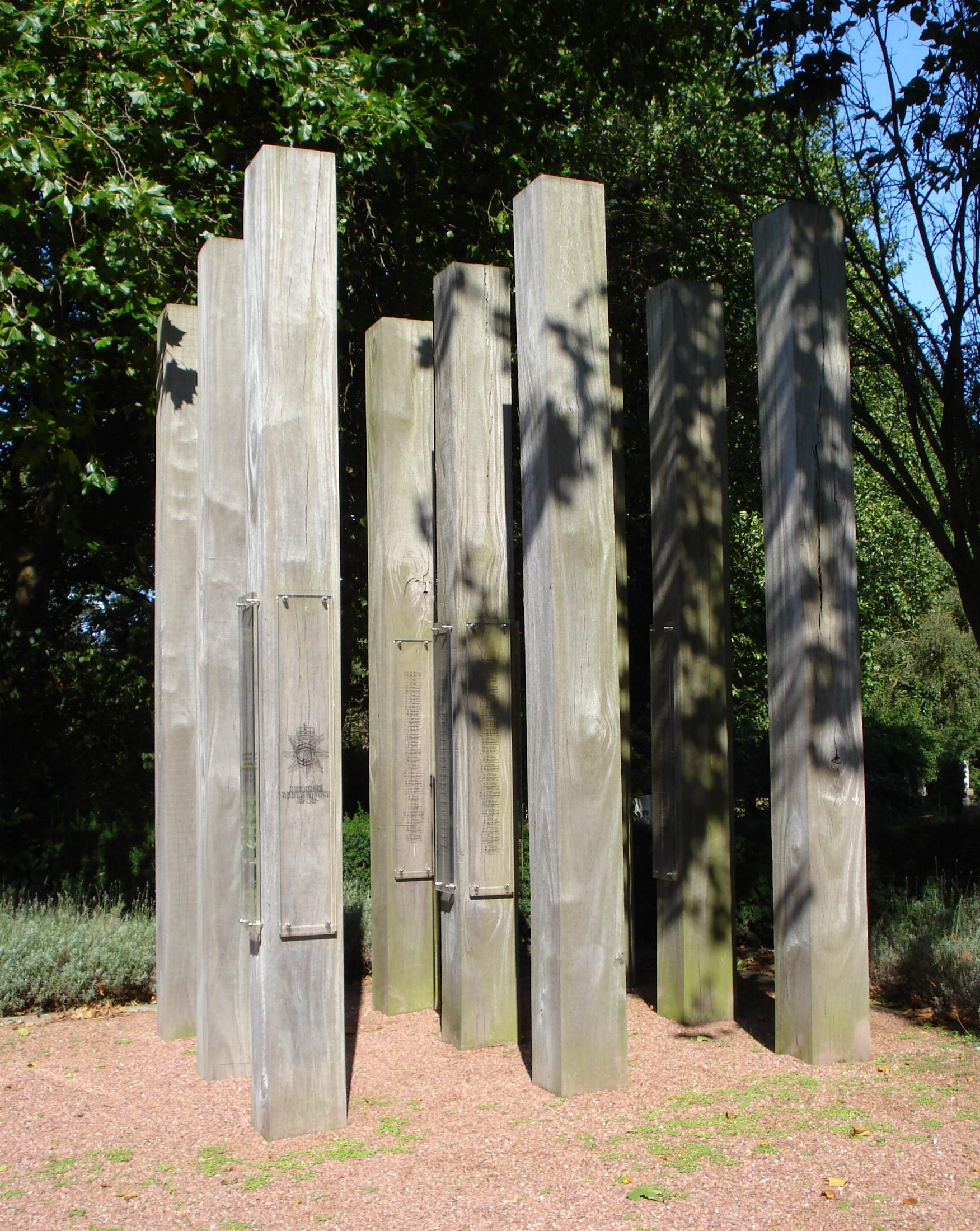
Indiëmonument
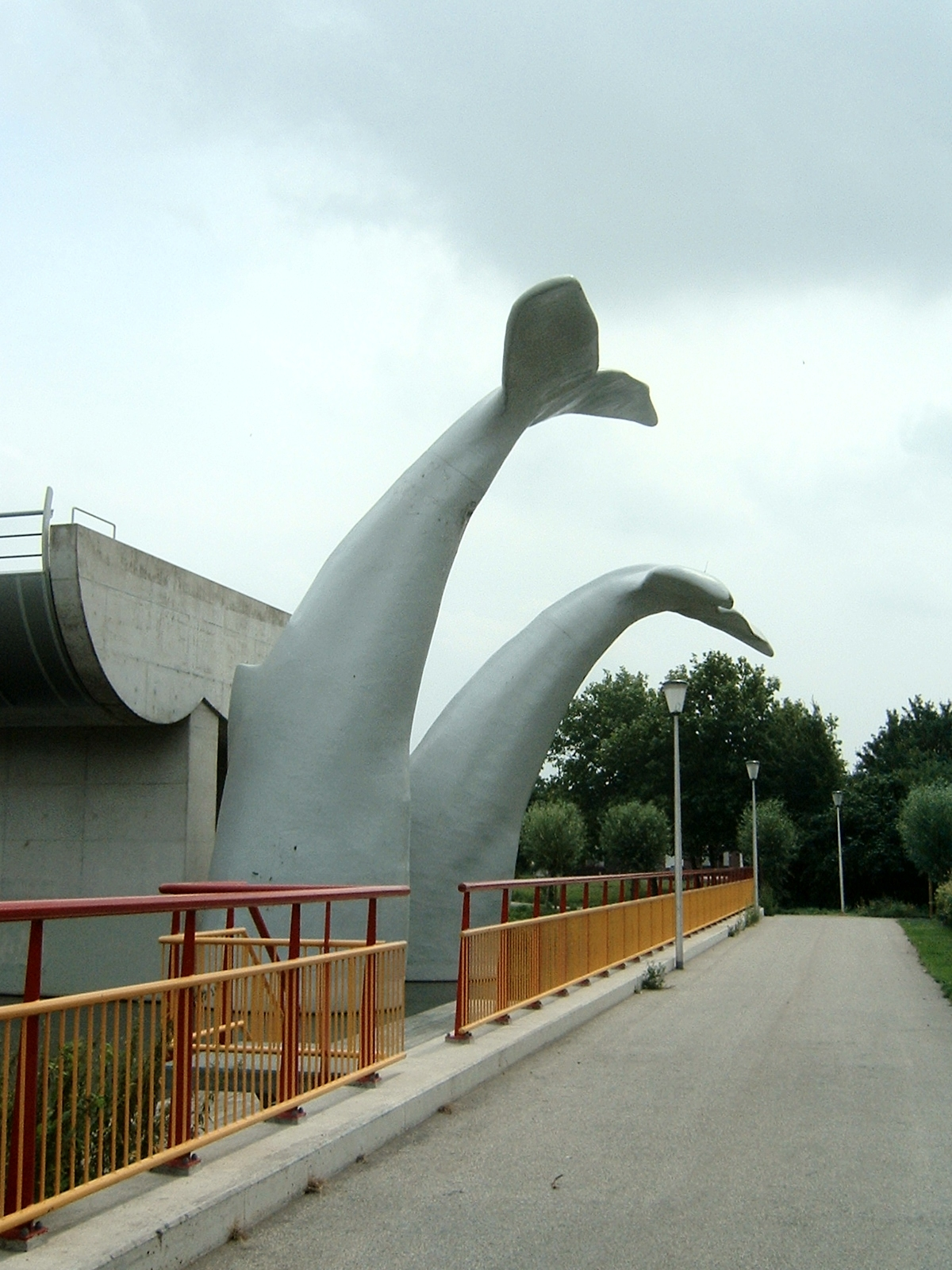
Staartspoor
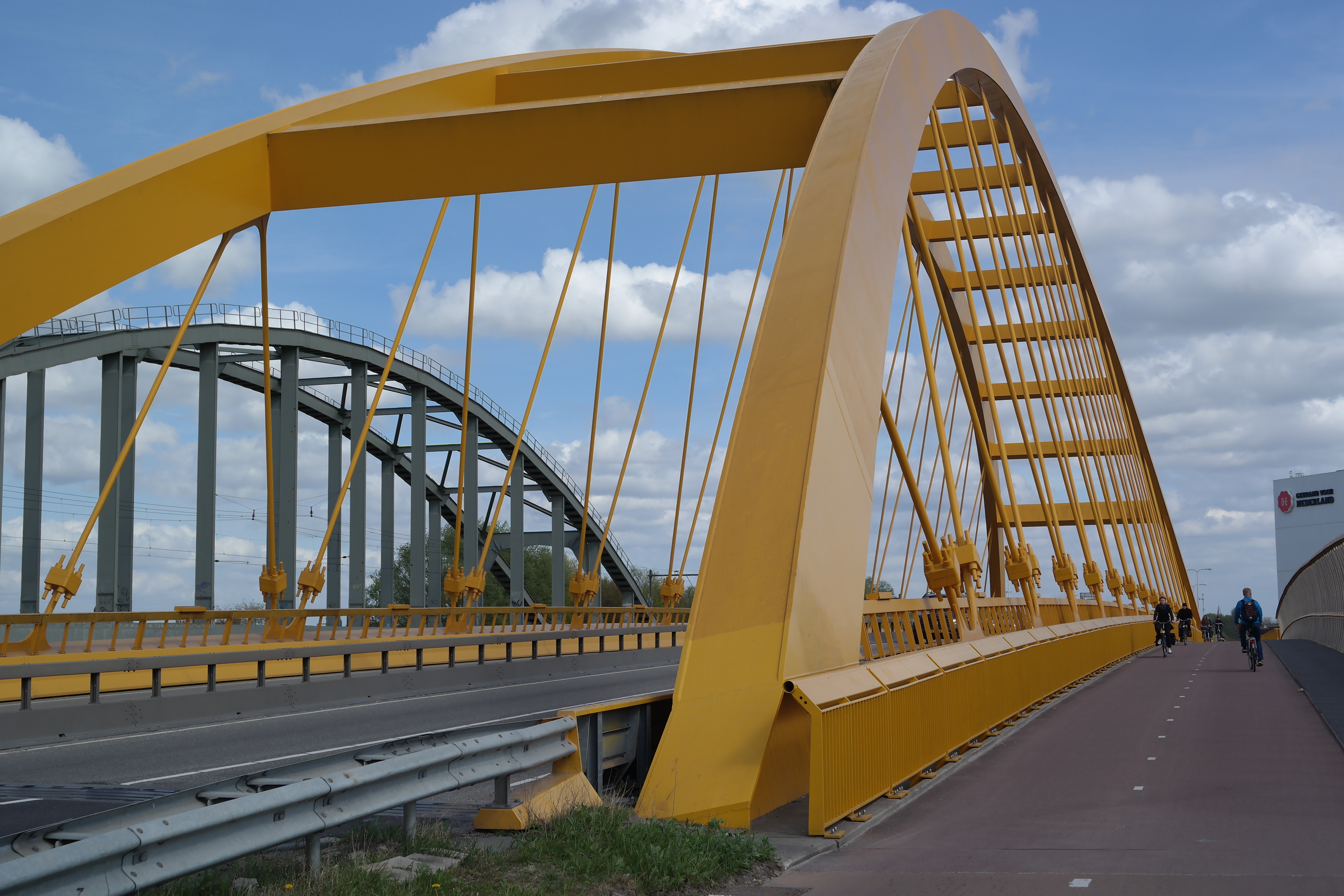
Hogeweidebrug

## Prijzen
- 1985 Betonprijs voor het windscherm langs het Calandkanaal
- 1994 Nationale Staalprijs voor het rookgasreinigingsgebouw van de Roteb
- 1994 Eervolle vermelding bij de Nationale Staalprijs voor de Zijlpoortsbrug in Leiden
- 1994 Océ/BNA-prijs voor industriële architectuur voor het rookgasreinigingsgebouw van de Roteb
- 1994 Eervolle vermelding bij de Designprijs Rotterdam voor het rookgasreinigingsgebouw van de Roteb
- 1994 Hyler International Award voor het rookgasreinigingsgebouw van de Roteb
- 1994 European Award for steelstructures voor het rookgasreinigingsgebouw van de Roteb
- 2001 Rheinland-Pfalz-Preis des Rheinkollegs voor de ontwerpworkshop en de Maasvlakte 2-studie
- 2011 Rotterdam Architectuurprijs voor metrostation Blijdorp

- Gemeinsame Normdatei: 132135868
- International Standard Name Identifier: 0000 0000 8134 6548
- RKD-Nederlands Instituut voor Kunstgeschiedenis: 304165
- Union List of Artist Names: 500228790
- Virtual International Authority File: 173778605